# Setmana Catalana de 1969
La Setmana Catalana de 1969, va ser la 7a edició de la Setmana Catalana de Ciclisme. Es disputà en 6 etapes del 24 al 28 de març de 1969. El vencedor final fou Luis Ocaña de l'equip Fagor per davant de José Antonio González Linares i Dino Zandegu.
La cursa incorpora la Barcelona-Andorra en el conjunt dels diferents trofeus, però alhora serà l'últim any que es disputi la Jaumendreu.
Els esprinters es van emportar la majoria de les etapes, i no serà fins a la contrarellotge final que es decideix el guanyador. Mostra d'aquesta igualtat es veu en la classificació final, on els 9 primers estan separats per menys de 2 minuts.

## Etapes
| Etapa | Data       | Ciutats d'etapa                         | km    | Vencedor de l'etapa          | Líder de la general |
| ----- | ---------- | --------------------------------------- | ----- | ---------------------------- | ------------------- |
| 1a    | 24 de març | Barcelona – Reus                        | 112,0 | Dino Zandegu (ITA)           | Dino Zandegu (ITA)  |
| 2a    | 25 de març | Barcelona – Igualada                    | 195,0 | Dino Zandegu (ITA)           | Dino Zandegu (ITA)  |
| 3a    | 26 de març | Barcelona – Andorra la Vella ( Andorra) | 228,0 | Guido Reybrouck (BEL)        | Dino Zandegu (ITA)  |
| 4a    | 27 de març | La Seu d'Urgell - Girona                | 200,0 | Dino Zandegu (ITA)           | Dino Zandegu (ITA)  |
| 5a A  | 28 de març | Figueres - Sabadell                     | 156,0 | Martin van den Bossche (BEL) | Dino Zandegu (ITA)  |
| 5a B  | 28 de març | Bellvitge - Castelldefels (CRI)         | 24,0  | Luis Ocaña (ESP)             | Luis Ocaña (ESP)    |

### 1a etapa (VII Trofeu Doctor Assalit)[1]
24-03-1969: Barcelona – Reus, 112,0 km.:
|   | Ciclista                  | Equip     | Temps      |
| - | ------------------------- | --------- | ---------- |
| 1 | Dino Zandegu (ITA)        | Salvarani | 2h 40' 19" |
| 2 | Rudi Altig (GER)          | Salvarani | m. t.      |
| 3 | Valere van Sweevelt (BEL) | Faema     | m. t.      |

### 2a etapa (XIX Trofeu Juan Fina)[1]
25-03-1969: Barcelona – Igualada, 195,0 km.:
|   | Ciclista                            | Equip      | Temps     |
| - | ----------------------------------- | ---------- | --------- |
| 1 | Dino Zandegu (ITA)                  | Salvarani  | 5h 31' 53 |
| 2 | Lucien Aimar (FRA)                  | Bic        | m. t.     |
| 3 | José Antonio González Linares (ESP) | Kas-Kaskol | m. t.     |

### 3a etapa (VITrofeu Les Valls)[2]
26-03-1969: Barcelona – Andorra la Vella, 228,0 km.:
|   | Ciclista              | Equip     | Temps      |
| - | --------------------- | --------- | ---------- |
| 1 | Guido Reybrouck (BEL) | Faema     | 6h 37' 17" |
| 2 | Dino Zandegu (ITA)    | Salvarani | m. t.      |
| 3 | Jan Janssen (NED)     | Bic       | m. t.      |

### 4a etapa (XXIVTrofeu Jaumendreu)[3]
27-03-1969: La Seu d'Urgell – Girona, 200,0 km.:
|   | Ciclista                     | Equip     | Temps      |
| - | ---------------------------- | --------- | ---------- |
| 1 | Dino Zandegu (ITA)           | Salvarani | 5h 49' 25" |
| 2 | Guido Reybrouck (BEL)        | Faema     | m. t.      |
| 3 | Georges van den Berghe (BEL) | Faema     | m. t.      |

### 5a etapa A (II Trofeu Dicen)[4]
28-03-1969: Figueres - Sabadell, 156,0 km. :
|   | Ciclista                     | Equip      | Temps      |
| - | ---------------------------- | ---------- | ---------- |
| 1 | Martin van den Bossche (BEL) | Faema      | 4h 06' 57" |
| 2 | Carlos Echevarría (ESP)      | Kas-Kaskol | m. t.      |
| 3 | Dino Zandegu (ITA)           | Salvarani  | + 1' 15"   |

### 5a etapa B (II Trofeu Marià Cañardo)[4]
30-03-1968: Bellvitge - Castelldefels, (CRI) 24,0 km. :
|   | Ciclista                            | Equip      | Temps   |
| - | ----------------------------------- | ---------- | ------- |
| 1 | Luis Ocaña (ESP)                    | Fagor      | 30' 40" |
| 2 | José Antonio González Linares (ESP) | Kas-Kaskol | + 1"    |
| 3 | José Manuel Lasa (ESP)              | Pepsi-Cola | + 13"   |

## Classificació General
|    | Ciclista                            | Equip      | Punts       |
| -- | ----------------------------------- | ---------- | ----------- |
| 1  | Luis Ocaña (ESP)                    | Fagor      | 25h 16' 45" |
| 2  | José Antonio González Linares (ESP) | Kas-Kaskol | + 9"        |
| 3  | Dino Zandegu (ITA)                  | Salvarani  | + 27"       |
| 4  | Gregorio San Miguel Angulo (ESP)    | Kas-Kaskol | + 45"       |
| 5  | Lucien Aimar (FRA)                  | Bic        | + 55"       |
| 6  | Miguel María Lasa (ESP)             | Pepsi-Cola | + 1' 39"    |
| 7  | José Antonio Momeñe (ESP)           | Fagor      | + 1' 41"    |
| 8  | Roberto Poggiali (ITA)              | Salvarani  | + 1' 43"    |
| 9  | José Manuel Lasa (ESP)              | Pepsi-Cola | + 1' 56"    |
| 10 | Gabino Ereñozaga (ESP)              | Karpy      | + 2' 25"    |